# Копа (Байганінський район)
Копа́ (каз. Қопа) — село складі Байганінського району Актюбінської області Казахстану. Входить до складу Копинського сільського округу.
Населення — 219 осіб (2021; 261 у 2009, 176 у 1999).